# Fair Hooker
Fair Hooker (Los Angeles, 22 maggio 1947) è un ex giocatore di football americano statunitense che ha militato nel ruolo di wide receiver per tutta la carriera con i Cleveland Browns della National Football League (NFL).

## Carriera
Hooker al giocò a football all'Università statale dell'Arizona. Fu scelto dai Cleveland Browns nel corso del quinto giro (124º assoluto) del Draft NFL 1969. Con essi disputò tutte le 74 partite della carriera, segnando 8 touchdown su ricezione.